# Estádio Doutor Oswaldo Scatena
Estádio Doutor Oswaldo Scatena é um estádio de futebol localizado na cidade de Batatais, no estado de São Paulo, sob propriedade do Batatais Futebol Clube, onde o clube manda suas partidas da Série A3 do Paulistão, Copa Paulista, Copa São Paulo de Futebol Júnior, além de campeonatos das categorias de base.
O estádio tem capacidade atual para 15.000 pessoas sentadas.